# Оборона Гиждувана (1922)
Оборона Гиждувана (узб. Gʻijduvon mudofaasi) — оборона узбекистанского города Гиждуван бойцами пограничных войск от превосходящих сил басмачей.
24 мая 1922 года банда численностью около 3000 человек при 1 пулемёте под руководством муллы Абду Кагара вторглась на территорию БНСР из Афганистана с целью поддержки мятежа Энвер-паши.
На пути басмачей встал гарнизон города Гиждуван (1 взвод пехоты, 1 пулемётный взвод, 1 орудие, 1 автомобиль, командир — комбат 3-го отдельного пограничного батальона Каренин).
Попытка басмачей овладеть городом с ходу провалилась из-за отчаянного сопротивления пограничников, отбивших все атаки противника, тем не менее, Абду Кадару удалось окружить город и утром следующего дня начать решающее наступление на пограничников. В тот момент, когда басмачи ворвались в город, комвзвода Николай Гришин взялся за пулемёт и открыл огонь. Противник не выдержал и начал отступать, но от пулемётного огня загорелась вата и басмачи поднялись в атаку, отбитую пограничниками.
Утром 26 мая басмачам удалось захватить хлебопекарню, где находились запасы продовольствия. Немедленно была организована штурмовая группа из 10 остававшихся в строю бойцов под командованием командира пулемётного взвода Филиппа Козырева, после продолжительного боя обратившая в бегство 80 басмачей.
Положение окружённого гарнизона становилось всё хуже и было решено отправить курьера за помощью. Добровольцем вызвался красноармеец Гарей Хисматулин, сумевший пробраться к своим и привести помощь. Совместными усилиями банда была разбита и бежала в горы.
За проявленное мужество весь гарнизон Гиждувана был удостоен государственных наград, а 12 человек — удостоены ордена Бухарской Красной звезды III степени.